# 수봉산
수봉산(壽鳳山)은 인천광역시 미추홀구 도화1동과 주안2동을 경계로 맞닿아 있는 산이다. 해발 104m에 이르는 산이다.

## 방송 송신 시설

### FM라디오
| FM라디오 |                  |          |      |                                    |
| 주파수   | 방송국명         | 호출부호 | 출력 | 가시청권                           |
| 88.1㎒   | 불교방송         | HLSG-FM  | 20W  | 수도권 중서부                      |
| 90.7㎒   | 경인방송 iFM     | HLDO-FM  | 5kW  | 인천, 경기, 서울, 충청 일부지역 등 |
| 100.5㎒  | TBN 경인교통방송 | HLSU-FM  | 1kW  | 인천(강화,옹진외)                  |

## 같이 보기
- 한국의 산
- 수봉공원
- 수봉로